# Adana (circumscripció electoral)
Adana és un districte electoral de la Gran Assemblea Nacional de Turquia. Elegeix catorze membres del parlament (deputats) per a representar la província del mateix nom per un termini de quatre anys. S'elegeixen amb la regla D'Hondt, un sistema de representació proporcional de partits.

## Membres
Les revisions de la població de cada districte electoral es realitzen abans de cada elecció general, cosa que pot provocar que certs districtes rebin un nombre menor o major d'escons. Adana ha elegit fins a catorze diputats des del 1999.
| Deputats per Adana, des de 1999 en endavant | Deputats per Adana, des de 1999 en endavant | Deputats per Adana, des de 1999 en endavant | Deputats per Adana, des de 1999 en endavant | Deputats per Adana, des de 1999 en endavant | Deputats per Adana, des de 1999 en endavant | Deputats per Adana, des de 1999 en endavant | Deputats per Adana, des de 1999 en endavant | Deputats per Adana, des de 1999 en endavant | Deputats per Adana, des de 1999 en endavant | Deputats per Adana, des de 1999 en endavant | Deputats per Adana, des de 1999 en endavant |
| ------------------------------------------- | ------------------------------------------- | ------------------------------------------- | ------------------------------------------- | ------------------------------------------- | ------------------------------------------- | ------------------------------------------- | ------------------------------------------- | ------------------------------------------- | ------------------------------------------- | ------------------------------------------- | ------------------------------------------- |
| Elecció                                     |                                             | 2002 (22on parlament)                       |                                             | 2007 (23é parlament)                        |                                             | 2011 (24é parlament)                        |                                             | Juny 2015 (25é parlament)                   |                                             | Nov 2015 (26é parlament)                    |                                             |
| Elecció                                     |                                             | 2002 (22on parlament)                       |                                             | 2007 (23é parlament)                        |                                             | 2011 (24é parlament)                        |                                             | Juny 2015 (25é parlament)                   |                                             | Nov 2015 (26é parlament)                    |                                             |
| Deputat                                     |                                             | Abdullah Çalışkan AK                        |                                             | Necdet Ünüvar AK                            | Necdet Ünüvar AK                            | Necdet Ünüvar AK                            | Necdet Ünüvar AK                            | Necdet Ünüvar AK                            | Necdet Ünüvar AK                            | Necdet Ünüvar AK                            |                                             |
| Deputat                                     |                                             | Ömer Çelik AK                               | Ömer Çelik AK                               | Ömer Çelik AK                               | Ömer Çelik AK                               | Ömer Çelik AK                               |                                             | Fatma Güldemet Sarı AK                      | Fatma Güldemet Sarı AK                      | Fatma Güldemet Sarı AK                      |                                             |
| Deputat                                     |                                             | Recep Garip AK                              |                                             | Fatoş Gürkan AK                             | Fatoş Gürkan AK                             | Fatoş Gürkan AK                             |                                             | Sadullah Kısacık AK Party                   | Sadullah Kısacık AK Party                   | Sadullah Kısacık AK Party                   |                                             |
| Deputat                                     |                                             | Ali Küçükaydın AK                           | Ali Küçükaydın AK                           | Ali Küçükaydın AK                           | Ali Küçükaydın AK                           | Ali Küçükaydın AK                           |                                             | Talip Küçükcan AK                           | Talip Küçükcan AK                           | Talip Küçükcan AK                           |                                             |
| Deputat                                     |                                             | Vahit Kirişçi AK                            | Vahit Kirişçi AK                            | Vahit Kirişçi AK                            |                                             | Mehmet Şükrü Erdinç AK                      | Mehmet Şükrü Erdinç AK                      | Mehmet Şükrü Erdinç AK                      | Mehmet Şükrü Erdinç AK                      | Mehmet Şükrü Erdinç AK                      |                                             |
| Deputat                                     |                                             | Ayhan Zeynep Tekin AK                       |                                             | Dengir Mehmet Fırat AK                      |                                             | Mehmet Necati Çetinkaya AK                  |                                             | Rıdvan Turan HDP                            |                                             | Tamer Dağlı AK                              |                                             |
| Deputat                                     |                                             | Abdullah Torun AK                           |                                             | Hulusi Güvel CHP                            |                                             | Murat Bozlak Independent                    |                                             | Meral Danış Beştaş HDP                      | Meral Danış Beştaş HDP                      | Meral Danış Beştaş HDP                      |                                             |
| Deputat                                     |                                             | Ziyattin Yağcı AK                           |                                             | Mustafa Vural CHP                           |                                             | Ali Demirçalı CHP                           |                                             | İbrahim Özdiş CHP                           | İbrahim Özdiş CHP                           | İbrahim Özdiş CHP                           |                                             |
| Deputat                                     |                                             | Tacidar Seyhan CHP                          | Tacidar Seyhan CHP                          | Tacidar Seyhan CHP                          |                                             | Turgay Develi CHP                           |                                             | Aydın Uslupehlivan CHP                      | Aydın Uslupehlivan CHP                      | Aydın Uslupehlivan CHP                      |                                             |
| Deputat                                     |                                             | Nevin Gaye Erbatur CHP                      | Nevin Gaye Erbatur CHP                      | Nevin Gaye Erbatur CHP                      |                                             | Osman Faruk Loğoğlu CHP                     |                                             | Zülfikar İnönü Tümer CHP                    | Zülfikar İnönü Tümer CHP                    | Zülfikar İnönü Tümer CHP                    |                                             |
| Deputat                                     |                                             | Uğur Aksöz CHP                              |                                             | Kürşat Atılgan MHP                          |                                             | Ümit Özgümüş CHP                            |                                             | Elif Doğan Türkmen CHP                      | Elif Doğan Türkmen CHP                      | Elif Doğan Türkmen CHP                      |                                             |
| Deputat                                     |                                             | Atilla Başoğlu CHP                          |                                             | Muharrem Varlı MHP                          | Muharrem Varlı MHP                          | Muharrem Varlı MHP                          | Muharrem Varlı MHP                          | Muharrem Varlı MHP                          | Muharrem Varlı MHP                          | Muharrem Varlı MHP                          |                                             |
| Deputat                                     |                                             | Kemal Sağ CHP                               |                                             | Seyfettin Yılmaz MHP                        |                                             | Recai Yıldırım MHP                          |                                             | Mevlüt Karakaya MHP                         | Mevlüt Karakaya MHP                         | Mevlüt Karakaya MHP                         |                                             |
| Deputat                                     |                                             | Mehmet Ziya Yergök CHP                      |                                             | Yılmaz Tankut MHP                           |                                             | Ali Halaman MHP                             |                                             | Seyfettin Yılmaz MHP                        | Seyfettin Yılmaz MHP                        | Seyfettin Yılmaz MHP                        |                                             |